# دنيس تومسون
دنيس تومسون (بالإنجليزية: Dennis Thompson)‏ (2 يونيو 1925 بشفيلد في المملكة المتحدة - 10 يونيو 1986 بشفيلد في المملكة المتحدة) هو لاعب كرة قدم بريطاني في مركز الهجوم. لعب مع شيفيلد يونايتد وكريستال بالاس ونادي روذرهام يونايتد ونادي ساوثيند يونايتد وماتلوك تاون ‏ ولينكولن سيتي أف سي ودنابي يونايتد وF.C. Clacton ‏.